# Todd Shipyards FC
Todd Shipyards FC was een Amerikaanse voetbalclub uit New York. De club werd opgericht na een fusie van de scheepswerven van Brooklyn Robins Dry Dock en Tebo Yacht Basin FC in 1921 en opgeheven in 1922. De club speelde één seizoen in de American Soccer League. Hierin werd geen aansprekend resultaat behaald.